# 2014年宁夏西吉踩踏事故
2014年宁夏西吉踩踏事故是2014年1月5日13时左右在中國宁夏固原市西吉县北大寺发生的一起踩踏事故，造成14人死亡、4人重伤，一半罹難者是兒童。

## 经过与处理
2014年1月5日上午在北大寺举行了对已故的宗教人士馬正武忌辰的纪念活动。13时左右在散发油饼过程中，群众发生了拥挤导致事故发生。所有受伤者均被送至西吉县人民医院进行抢救，有14人因抢救无效丧生。

## 反应
事故發生後，中共中央總書記習近平、中央政治局常委李克強、俞正聲分別對事故作出了重要指示和批示。1月5日事故发生当天，国家宗教事务局提出了工作意见并联系当地宗教工作部门，1月6日局长王作安赶往现场。当天召开的中国共产党宁夏回族自治区委员会认为这次事故是正常宗教活动中，因为组织不力、管理不到位而产生的事故。